# Rečane (Suva Reka)
Pour l’article homonyme, voir Rečane (Prizren).
Reçan en albanais et Rečane en serbe latin (en serbe cyrillique : Речане) est une localité du Kosovo située dans la commune/municipalité de Theranda/Suva Reka et dans le district de Prizren/Prizren. Selon le recensement de 2011, elle compte 1 130 habitants, tous albanais.

## Démographie

### Évolution historique de la population dans la localité
| 1948 | 1953 | 1961 | 1971 | 1981 | 1991  | 2011  |
| ---- | ---- | ---- | ---- | ---- | ----- | ----- |
| 363  | 421  | 524  | 706  | 896  | 1 065 | 1 130 |

|  |